# Thug Holiday
Thug Holiday jest piątym studyjnym albumem amerykańskiego rapera Tricka Daddy’ego, wydanym 6 sierpnia 2002 roku nakładem Slip-N-Slide Records.

## Lista utworów
1. "Who's Selling" (Skit) (feat. Big Lexx, Denny & Milk)
2. "All I Need" (feat. Infa Red)
3. "In Da Wind" (feat. Cee-Lo & Big Boi)
4. "Gangsta" (feat. Baby & Scarface)
5. "Thug Holiday" (feat. LaTocha Scott)
6. "She's Fiendin'" (Skit)
7. "Play No Games" (feat. Oobie, Lil Jon & Fat Joe)
8. "Let Me Ride" (feat. Rick Ross)
9. "Rock & Roll Nigga" (feat. Money Mark)
10. "Rags To Riches" (Feat. Tre+6)
11. "Bout Mine" (feat. Money Mark, Rick Ross, Deuce Poppi & Mystic)
12. "Ain't No Santa"
13. "SNS / Roland" (Skit) (feat. Deuce Poppi & Tre+6)
14. "Get That Feeling" (feat. Rick Ross)
15. "God's Been Good" (feat. Betty Wright's Children's Choir)
16. "Rain It Pours"
17. "Money & Drugs" (feat. Infa Red)
18. "In Da Wind" (Ride Out Mix) (feat. Cee-Lo & Big Boi)
19. "Ain't No Santa" (Bonus Mix)